# Espai de color CIE 1960

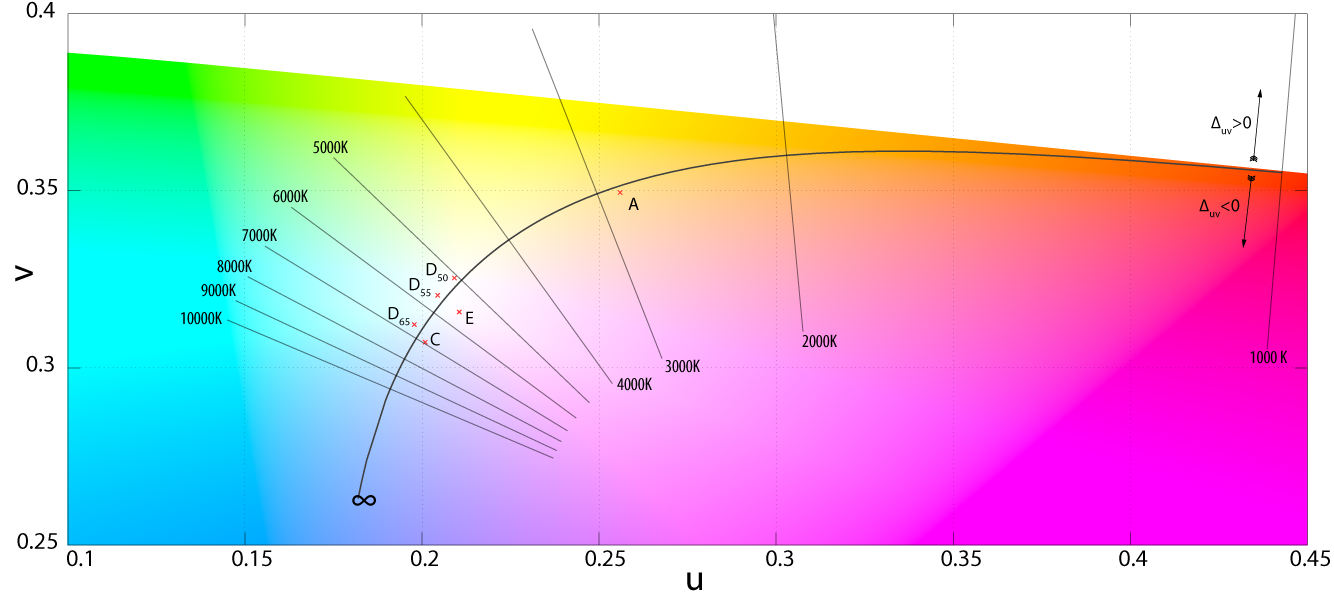
El lloc de Planck al diagrama de cromaticitat de MacAdam (u, v). Les normals són línies d'igual temperatura de color correlacionada.

L'espai de color CIE 1960 ("CIE 1960 UCS", Espai de color uniforme, escala de color uniforme, escala de cromaticitat uniforme, espai de cromaticitat uniforme) és un altre nom per a l'espai de cromaticitat (u, v) ideat per David MacAdam.
El CIE 1960 UCS no defineix un component de lluminositat o lluminositat, però de vegades s'utilitza el valor triestímul Y de l'espai de color XYZ o un índex de lluminositat similar a W * de l'espai de color CIE 1964.
Avui, el CIE 1960 UCS s'utilitza principalment per calcular la temperatura de color correlacionada, on les línies isotèrmiques són perpendiculars al lloc Planckià. Com a espai de cromaticitat uniforme, ha estat substituït pel CIE 1976 UCS.

## Rerefons
Judd va determinar que es podria trobar un espai de color més uniforme mitjançant una simple transformació projectiva dels valors triestímuls CIEXYZ:
{\displaystyle {\begin{pmatrix}''R''\\''G''\\''B''\end{pmatrix}}={\begin{pmatrix}3.1956&2.4478&-0.1434\\-2.5455&7.0492&0.9963\\0.0000&0.0000&1.0000\end{pmatrix}}{\begin{pmatrix}X\\Y\\Z\end{pmatrix}}}

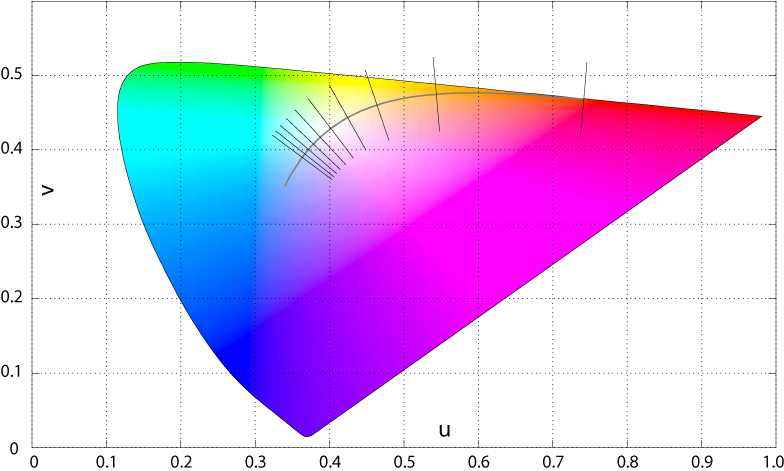
L'UCS de Judd, amb el lloc Planckià i les isotermes de 1.000K a 10.000K, perpendiculars al lloc. Judd va tornar a traduir aquestes isotermes a l'espai de color CIEXYZ. (Els colors utilitzats en aquesta il·lustració són només il·lustratius i no es corresponen amb els colors reals representats pels punts respectius.)

(Nota: el que hem anomenat "G" i "B" aquí no són els G i B de l'espai de color CIE 1931 i de fet són "colors" que no existeixen en absolut.)
Judd va ser el primer a emprar aquest tipus de transformació, i molts altres n'havien de seguir. Convertint aquest espai RGB a cromaticitats es troba
{\displaystyle u_{\rm {Judd}}={\frac {0.4661x+0.1593y}{y-0.15735x+0.2424}}={\frac {5.5932x+1.9116y}{12y-1.882x+2.9088}}}
MacAdam va simplificar l'UCS de Judd amb finalitats computacionals:
{\displaystyle u={\frac {4x}{12y-2x+3}}}
{\displaystyle v={\frac {6y}{12y-2x+3}}}
El comitè de Colorimetria del CIE va considerar la proposta de MacAdam a la seva 14a Sessió a Brussel·les per utilitzar-la en situacions on es desitjava més uniformitat perceptiva que l'espai de cromaticitat (x,y), i la va adoptar oficialment com a UCS estàndard l'any següent.

## Relació amb CIE XYZ

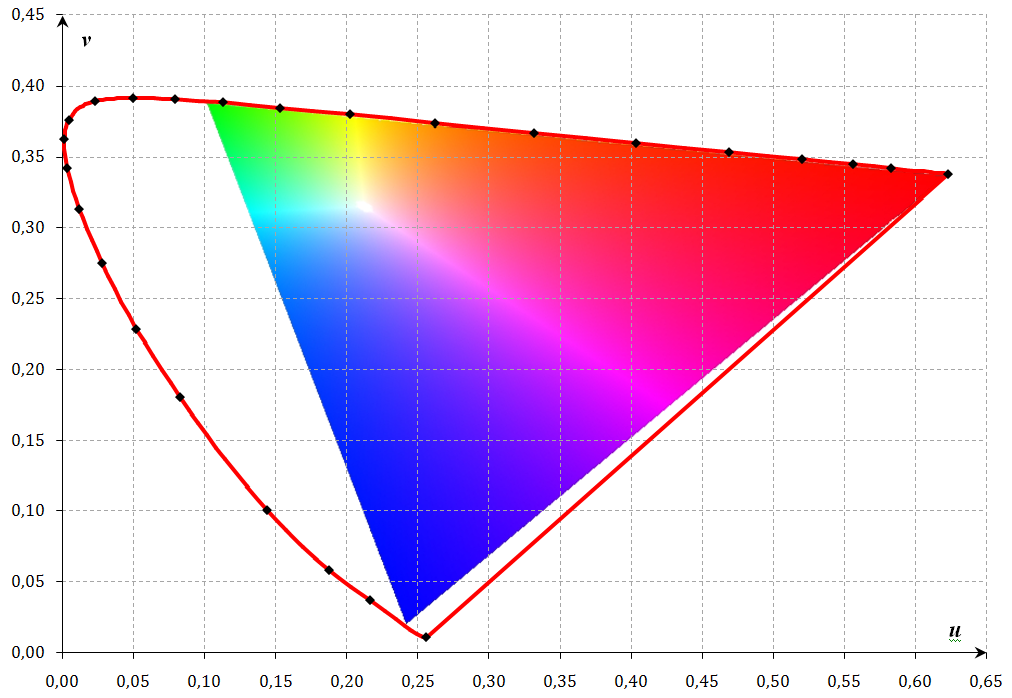
El CIE 1960 UCS, també conegut com el diagrama de cromaticitat de MacAdam (u,v). Els colors fora del triangle de colors no es poden representar a la majoria de pantalles d'ordinador.

U, V i W es poden trobar a partir de X, Y i Z mitjançant:
{\displaystyle U=\textstyle {\frac {2}{3}}X}
{\displaystyle V=Y\,}
{\displaystyle W=\textstyle {\frac {1}{2}}(-X+3Y+Z)}
Anant a l'altra banda:
{\displaystyle X=\textstyle {\frac {3}{2}}U}
{\displaystyle Y=V}
{\displaystyle Z=\textstyle {\frac {3}{2}}U-3V+2W}
Aleshores trobem les variables de cromaticitat com:
{\displaystyle u={\frac {U}{U+V+W}}={\frac {4X}{X+15Y+3Z}}}
{\displaystyle v={\frac {V}{U+V+W}}={\frac {6Y}{X+15Y+3Z}}}
També podem convertir de u i v a x i y :
{\displaystyle x={\frac {3u}{2u-8v+4}}}
{\displaystyle y={\frac {2v}{2u-8v+4}}}

## Relació amb CIE 1976 UCS
{\displaystyle u^{\prime }=u\,}
{\displaystyle v^{\prime }=\textstyle {\frac {3}{2}}v\,}